# Benito Jacovitti
Benito Jacovitti (Termoli, Molise, Italija 19. ožujka 1923. – Rim, 3. prosinca 1997.) bio je talijanski crtač stripa.
Benito Jacovitti rođen je u mjestu Termoli, u talijanskoj regiji Moliseu, kao sin željezničara. Još kao dijete je počeo crtati po pločniku seoske ulice. Benito s 11 godina kreće u umjetničku školu Macerati, te diplomira na Firenzeovom likovnom institutu pet godina kasnije. Ovdje je, zbog svoje tanke figure, dobio nadimak lisca di pesce ((tal) riblja kost), a nadimak će kasnije, tijekom karijere, koristiti u svojem potpisu.
Godine 1939. Jacovitti je počeo raditi za florentinski satirični časopis Il Brivido, a godinu dana kasnije započinje skoro 30 godina dugu suradnju s Il Vittorioso, katoličkim stripovskim časopisom namijenjenim tinejdžerima i mladima koji su objavljivali samo radove talijanskih umjetnika. Ondje je stvorio nekoliko likova: Pippo, Pertica e Palla, Oreste il guastafeste, Chicchiricchì, Cip l'arcipoliziotto i njegovog neprijatelja Zagara, Giacinto corsaro dipinto, Jack Mandolino, La signora Carlomagno, adaptacije klasika poput Ali Babe i Don Quixotea i parodije poznatih stripova kao što su L'onorevole Tarzan i Mandrak. U tom je razdoblju također crtao za satirični tjednik Il Travaso delle idee.
Počevši od 1949., Jacovitti je napisao seriju crtanih filmova za školske dnevnike, nazvan I Diari Vitt (skraćeno za Vittorioso), koje je objavio A.V.E. Te su ga knjige učinile poznatim širem sloju čitatelja, a proizvodio ih je sve do 1980. godine.
Godine 1956. počinje raditi za novine Il Giorno, tada u vlasništvu Enrica Matteija, gdje je stvorio svojeg najpoznatijeg lika, kauboja Cocco Billa, kao i privatnog detektiva Toma Ficcanasoa.
Deset godina kasnije Jacovitti je napustio Il Giorno kako bi se pridružio slavnoj Il Corriere dei Piccoli, tada najpopularnijoj tjednoj publikaciji za djecu, za koju je obnovio stare likove kao Cip l'Arcipoliziotto i Zagar, i stvorio nove kao Zorry Kid, Tarallino Tarallà i drugi.
Godine 1973. objavio je kontroverznog Gionnija Peppea u lijevo orijentiranom časopisu Linus, a nakon toga 1981. objavljuje Joe Balordo.
Jacovittijev jedinstveni umjetnički stil na prvi je pogled privlačan i djeci i odraslima: njegovi likovi bacaju ogromne nosove i stopala, njegove su stranice prepune detalja i svakakvih predmeta i čudnih stvorenja rođenih iz njegovog neobuzdanog talenta (poput salame, često crtane s malim nogama ili nasmiješenim licem).
Iako je većina njegove produkcije bila usmjerena na humor i parodiju, Jacovitti se nije ustručavao i nešto kontroverznijih tema, poput erotske knjige Kamasultra (temeljene na Kama Sutri) i političkih crtanih filmova.
Tijekom svoje karijere Jacovitti je stvorio više od 60 likova i producirao oko 150 knjiga, što ga čini jednim od najplodnijih i originalnijih umjetnika u povijesti stripa.

## Vanjske poveznice
- Službene stranice
- Cocco Bill and other characters bibliography  Arhivirana inačica izvorne stranice od 17. lipnja 2020. (Wayback Machine)
- article from Lambiek Comiclopedia